# Cho Jin-ho (futbolista)
Cho Jin-ho (en hangul, 조진호; en hanja, 趙 眞浩; Daegu, 2 de agosto de 1973-Busan, 10 de octubre de 2017) fue un futbolista y entrenador surcoreano. Jugaba de centrocampista o delantero y su último club fue el Seongnam Ilhwa Chunma de Corea del Sur. Al momento de su fallecimiento dirigía a Busan IPark.
Cho desarrolló su carrera en varios clubes, entre los que se encuentran Pohang Steelers y Bucheon SK. Además, fue internacional absoluto por la Selección de fútbol de Corea del Sur y disputó los Juegos Olímpicos de Verano 1992 y la Copa Mundial de la FIFA 1994.

## Trayectoria

### Clubes como futbolista
| Club                                         | País          | Año         |
| -------------------------------------------- | ------------- | ----------- |
| POSCO Atoms / Pohang Atoms / Pohang Steelers | Corea del Sur | 1994 - 1999 |
| Sangmu (servicio militar)                    | Corea del Sur | 1997 - 1998 |
| Bucheon SK                                   | Corea del Sur | 2000        |
| Seongnam Ilhwa Chunma                        | Corea del Sur | 2001 - 2002 |

### Selección nacional como futbolista
| Selección | País          | Año         |
| --------- | ------------- | ----------- |
| Sub-20    | Corea del Sur | 1990 - 1993 |
| Sub-23    | Corea del Sur | 1991 - 1995 |
| Absoluta  | Corea del Sur | 1994 - 1995 |

### Clubes como entrenador
| Club                                 | País          | Año         |
| ------------------------------------ | ------------- | ----------- |
| Bucheon SK / Jeju United (asistente) | Corea del Sur | 2003 - 2009 |
| Jeju United (interino)               | Corea del Sur | 2009        |
| Jeju United (asistente)              | Corea del Sur | 2009 - 2010 |
| Chunnam Dragons (asistente)          | Corea del Sur | 2011 - 2012 |
| Daejeon Citizen (asistente)          | Corea del Sur | 2013        |
| Daejeon Citizen (interino)           | Corea del Sur | 2013 - 2014 |
| Daejeon Citizen                      | Corea del Sur | 2014 - 2015 |
| Sangju Sangmu                        | Corea del Sur | 2016        |
| Busan IPark                          | Corea del Sur | 2017        |

## Estadísticas

### Como futbolista

#### Selección nacional
Fuente:
| Selección de Corea del Sur | Selección de Corea del Sur | Selección de Corea del Sur |
| Año                        | Part.                      | Goles                      |
| -------------------------- | -------------------------- | -------------------------- |
| 1994                       | 12                         | 2                          |
| 1995                       | 1                          | 0                          |
| Total                      | 13                         | 2                          |

##### Goles internacionales
| No | Fecha             | Sede                    | Oponente | Gol   | Resultado | Competición      |
| -- | ----------------- | ----------------------- | -------- | ----- | --------- | ---------------- |
| 1. | 1 de mayo de 1994 | Seúl, Corea del Sur     | Camerún  | 1 gol | 2–2       | Partido amistoso |
| 2. | 3 de mayo de 1994 | Changwon, Corea del Sur | Camerún  | 1 gol | 2–1       | Partido amistoso |

##### Participaciones en fases finales
| Torneo                                     | Sede           | Resultado        | Partidos | Goles |
| ------------------------------------------ | -------------- | ---------------- | -------- | ----- |
| Campeonato Mundial Juvenil de la FIFA 1991 | Portugal       | Cuartos de final | 4        | 0     |
| Juegos Olímpicos de 1992                   | Barcelona      | Primera fase     | 0        | 0     |
| Campeonato Mundial Juvenil de la FIFA 1993 | Australia      | Primera fase     | 3        | 1     |
| Copa Mundial de Fútbol de 1994             | Estados Unidos | Primera fase     | 1        | 0     |
| Juegos Asiáticos de 1994                   | Hiroshima      | Cuarto puesto    | —        | —     |

## Palmarés

### Como futbolista

#### Títulos nacionales
| Título                   | Club                  | País          | Año   |
| ------------------------ | --------------------- | ------------- | ----- |
| Korean FA Cup            | Pohang Atoms          | Corea del Sur | 1996  |
| Copa de la Liga de Corea | Bucheon SK            | Corea del Sur | 2000s |
| K League 1               | Seongnam Ilhwa Chunma | Corea del Sur | 2001  |
| Supercopa de Corea       | Seongnam Ilhwa Chunma | Corea del Sur | 2002  |
| Copa de la Liga de Corea | Seongnam Ilhwa Chunma | Corea del Sur | 2002  |
| K League 1               | Seongnam Ilhwa Chunma | Corea del Sur | 2002  |

#### Títulos internacionales
| Título                       | Club            | Sede      | Año  |
| ---------------------------- | --------------- | --------- | ---- |
| Campeonato de Clubes de Asia | Pohang Steelers | Shah Alam | 1997 |
| Campeonato de Clubes de Asia | Pohang Steelers | Hong Kong | 1998 |

#### Distinciones individuales
| Distinción              | Año  |
| ----------------------- | ---- |
| MVP de la Korean FA Cup | 1996 |

### Como entrenador

#### Títulos nacionales
| Título     | Club            | País          | Año  |
| ---------- | --------------- | ------------- | ---- |
| K League 2 | Daejeon Citizen | Corea del Sur | 2014 |

#### Distinciones individuales
| Distinción                                            | Año  |
| ----------------------------------------------------- | ---- |
| Premio al Entrenador de Mayo de la K League Challenge | 2014 |
| Premio al Entrenador del Año de la K League Challenge | 2014 |
| Premio al logro especial de la K League               | 2017 |